# Mark Van de Voorde
Mark Van de Voorde (Brugge, 4 mei 1947) is een Vlaams journalist. Hij was woordvoerder van het bisdom Brugge (1970-1987), hoofdredacteur van Kerk & Leven (1987-2004) en adviseur van CD&V politici (2004-2011).

## Biografie
Van de Voorde volgde een Grieks-Latijnse humaniora aan het Sint-Lodewijkscollege (Brugge). In 1970 studeerde hij af aan de Rijksuniversiteit Gent in de politieke, sociale, pers- en communicatiewetenschappen. Van 1970 tot 1987 was hij perschef van het bisdom Brugge. In 1987 volgde hij Felix Dalle op als hoofdredacteur van het weekblad Kerk & Leven. In 2004 werd hij adviseur Communicatie en Maatschappelijke Tendensen bij Yves Leterme, toenmalig minister-president van de Vlaamse regering. Begin 2008 volgde hij Leterme naar de federale regering. In januari 2009 werd hij raadgever van premier Herman Van Rompuy en van vicepremier Steven Vanackere en in juli 2009 werd hij expert bij minister van Buitenlandse Zaken Leterme. Eind november 2009, na de benoeming van Van Rompuy tot eerste president van de Europese Raad, werd hij raadgever-speechschrijver bij premier Leterme en bij Vanackere, tot het einde van de regering-Leterme (december 2011). Vandaag is hij onafhankelijk publicist en columnist.
Tot september 2009 was hij voorzitter van de adviesraad van de West-Vlaamse regionale televisie Focus (de adviesraden bij de regionale televisies werden in het kader van het nieuwe Vlaamse Mediadecreet afgeschaft). Hij is voorzitter-stichter van de werkgroep Media & Samenleving, lid van de Raad van Bestuur van het Sint-Lodewijkscollege (Brugge), bestuurder bij het IJzerbedevaartcomité, lid van de denktank Logia, van het genootschap Rond den Heerd en van de Kamer van retorika Gezellen van de Heigie Michiel. Hij geeft lezingen over politieke, culturele en religieuze thema's en is gastprofessor politieke filosofie.
Van de Voorde is gehuwd en heeft twee dochters.

## Publicist
Van de Voorde publiceerde in tal van binnen- en buitenlandse bladen. Hij was onder meer columnist voor het weekblad Spectator (jaren 1970), medewerker aan Courant van de krant De Standaard (jaren 1980), medewerker van het weekblad Topics magazine (tweede helft jaren 1980) en columnist bij de Nederlandse-Vlaamse website Rorate/RkNieuws (2008-2013). Hij was vele jaren Belgisch correspondent voor het Franse halfmaandelijkse blad Informations Catholiques Internationales, nu maandblad Le Monde des Religions (jaren 1970-1980). Hij schreef eveneens voor het Amerikaanse weekblad OSV Newsweekly en voor het radioprogramma Het Braambos (VRT Radio 1). 
Hij publiceerde over religie, samenleving en levensbeschouwing in The Tablet (GB) en National Catholic Register (USA). Tevens schreef hij bijdragen voor verschillende boeken, o.a. Rik Torfs e.a., Habemus papam, Het profiel van de volgende paus (Davidsfonds, 2004); Bo Coolsaet, HOMage, Wijzer ouder worden (Van Halewyck, 2007); Abbé Pierre, Spiritueel Testament (Ten Have/Davidsfonds, 2007); Annemie Dillen e.a., De moed om te spreken en te handelen. Profetisch pastoraat (Halewijn, 2009); Herman Van Rompuy e.a., Meer Europa, voor meer vrede (Pax Christi/Centrum voor Vredesethiek/Halewijn, 2011); Kolet Janssen en Rebekka Jonkers, Levenslang, Woorden voor grote en kleine momenten (Pelckmans, 2011); Hans Geybels (red.), Geloven in de toekomst (Pelckmans, 2012); Hans Geybels (red.) Niet op de blaren blijven zitten (Pelckmans, 2013); Ludo Abicht (red.), Hoofddoel Hoofdzonde (Pelckmans, 2013); Jo Hanssens (red.), Kwetsbare Vrede (Halewijn/Pax Christi, 2013). 
Mark Van de Voorde is ook redactioneel medewerker van Muurkranten (Uitgeverij Muurkranten), columnist van het weekblad Krant van West-Vlaanderen (editie: Brugsch Handelsblad, waar hij een dialectrubriek verzorgt), columnist van het maandblad Het Teken, columnist van het maandblad Brandpunt (van de Vlaamse lerarenvakbond COC),  columnist bij katholiek.nl en kerknet.be en opiniemaker bij Tertio. Hij publiceert regelmatig opiniestukken in Vlaamse en Nederlandse dagbladen, onder andere in De Standaard, De Morgen, Trouw, De Volkskrant en Nederlands Dagblad, en columns op vrtnws.be en op knack.be. Van de Voorde schreef ook de theatermonologen Het album met de plaatjes en Ik ga op reis en neem mee..., die hij ook zelf opvoert.

## Eretekens en prijzen
- Frans Theelen Persprijs voor wetenschappelijk onderzoek (voor licentiaatsthesis over de geschiedenis van het Vlaams weekblad De Linie)
- Ridder in de Kroonorde
- Zilveren kruis van Sint-Donatianus (Bisdom Brugge)
- Pauselijk ereteken Pro Ecclesia et Pontifice
- Certificate of Merit 'Men of Achievement' (Cambridge, GB)
- Haec Olim Prijs voor cultuur (oudleerlingenbond Sint-Lodewijkscollege Brugge)